# Пищатинський ботанічний заказник
Пища́тинський зака́зник — ботанічний заказник місцевого значення в Україні. Розташований на південний захід від села Вовківці Чортківського району Тернопільської області, в межах лісового урочища «Пищатинці».
Площа — 18,3 га. Створений відповідно до рішення Тернопільської обласної ради від 18 березня 1994 року. Перебуває у віданні Тернопільського обласного управління лісового господарства (Борщівське лісництво, кв. 31, вид. 1, 2, 4, 5, 6).
У широколистяному лісі зростає цибуля ведмежа — вид, занесений до Червоної книги України.